# حسين الشامي
'حسين الشامي' قيادي بحزب الله، كان عضواً بارزاً في تجمّع الطلبة المسلمين قبيل تأسيس حزب الله، وكان من ضمن اللجنة المنتدبة من بعض القوى الإسلامية المؤثرة في لبنان لزيارة الإمام الخميني بعيد إجتياح إسرائيل للبنان عام 1982 بهدف تأسيس حزب الله. إنتخب عضواً في شورى الحزب في الثمانينات، شغل عدة مناصب قياديّة منها رئيساً لمكتب حزب الله في طهران، مسؤولاً عن منطقة بيروت، مسؤولاً عن الملف الإجتماعي المركزي، مسؤولاً عن ماليّة حزب الله، رئيساً لهيئة دعم المقاومة ومؤسسة القرض الحسن.